# فئلدا
فئلدا (به اسپانیایی: Fulleda) یک منطقهٔ مسکونی در اسپانیا است که در گاریگوس واقع شده‌است. فئلدا ۱۶٫۲ کیلومتر مربع مساحت دارد ۵۸۱ متر بالاتر از سطح دریا واقع شده‌است.